# Praça do Monte Herzl

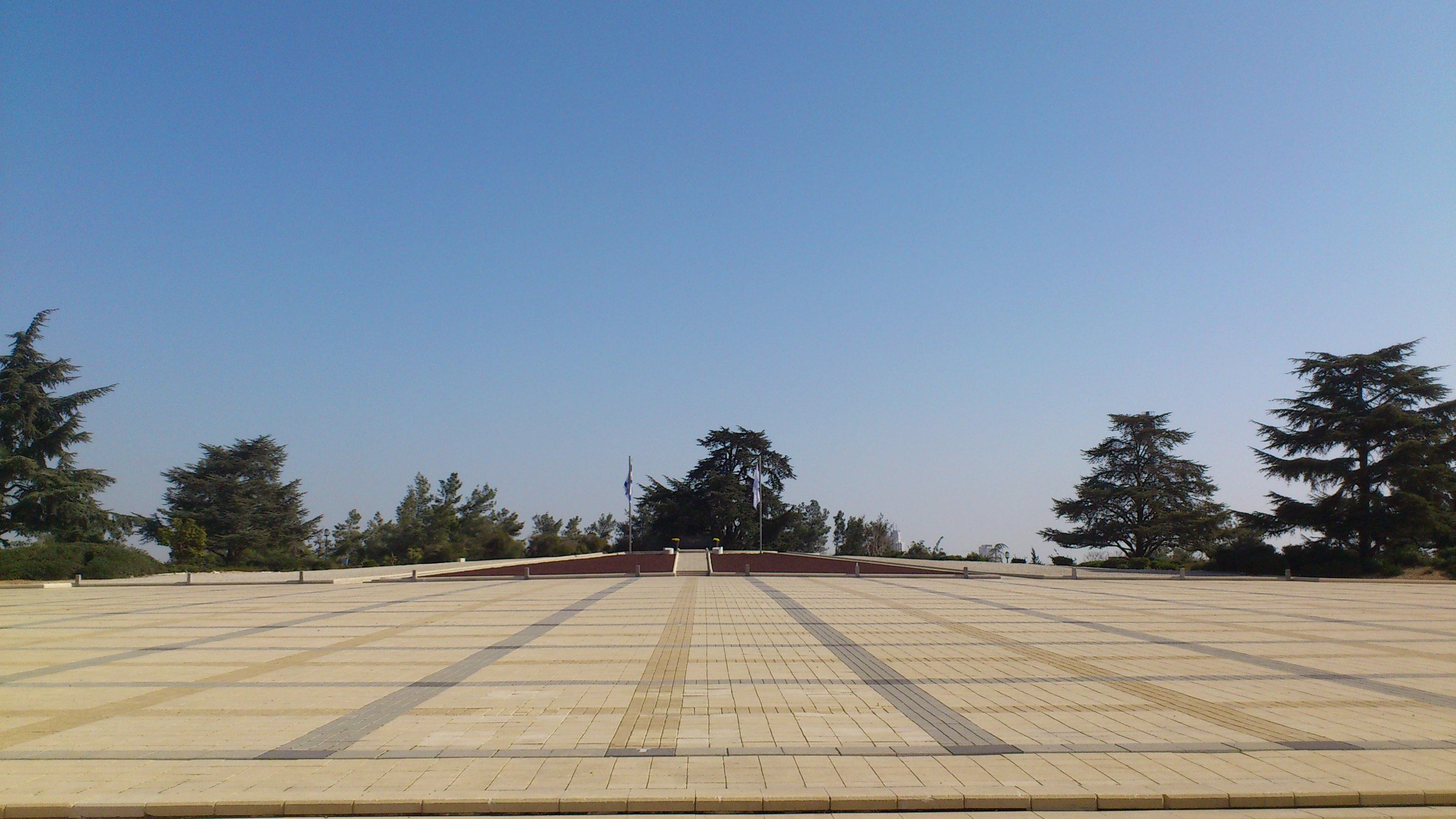

Plaza Monte Herzl é praça cerimonial central no Monte Herzl em Jerusalém. A praça é usada todos os anos para a cerimônia de abertura do Dia da Independência de Israel. No lado norte da praça localiza-se o túmulo de Theodor Herzl, o fundador do sionismo político moderno. A praça está no ponto mais alto do Monte Herzl, no centro do cemitério nacional. Em 18 de abril de 2012, durante os ensaios para a cerimônia do Dia da Independência, um poste de luz elétrica caiu, tendo morto um soldado e ferido outros sete. O soldado foi enterrado no cemitério militar próxima.

## Galeria

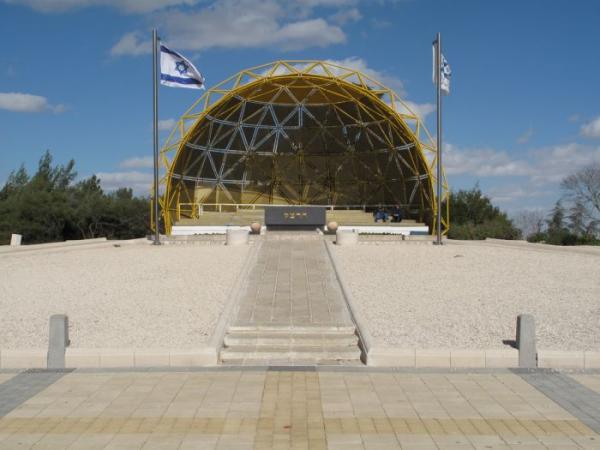
O túmulo de Herzl
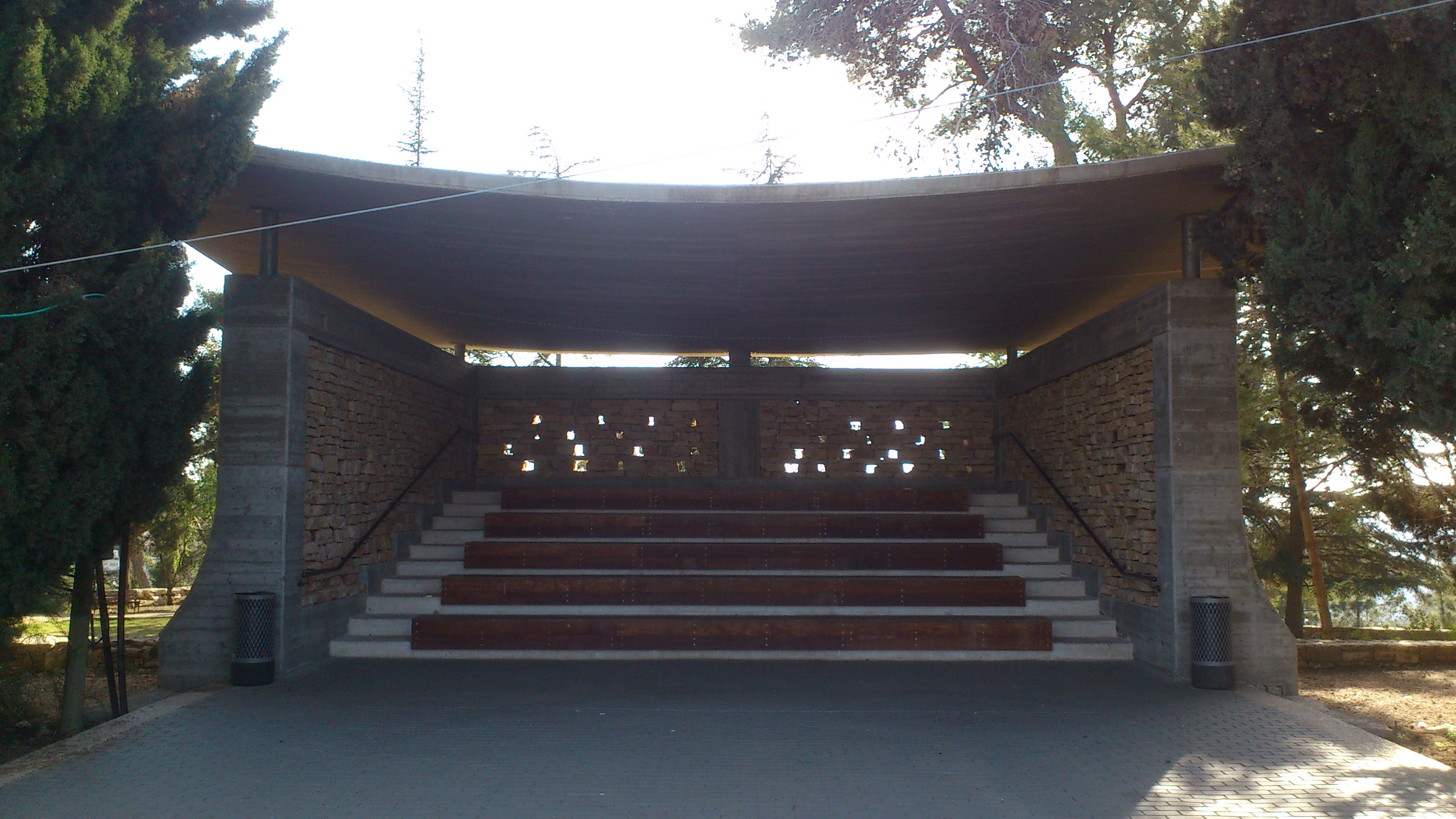